# 周嘉川
周嘉川是台灣電視史上第一位女性新聞主播，湖南瀏陽人，台北市立第一女子高級中學、國立政治大學新聞學系畢業。第十及第十一任中華民國副總統呂秀蓮為其高中同班同學。周曾先後擔任《中央日報》通訊組及採訪組組員、台灣電視公司新聞部記者及新聞主播，曾獲選第8屆中華民國十大傑出女青年。1982年隨同夫婿中國廣播公司新聞部記者楊本禮被交通部觀光局派駐澳大利亞雪梨設立觀光局澳紐辦事處，並出任中華航空公司澳紐業務代表。1992年轉往新加坡，擔任聯合報駐新加坡特派記者。2002年回國定居至今，現為作家。其女楊智媛現為大愛新聞主播。

## 經歷
- 台視新聞部記者及《台視午間新聞》主播
- 台視《國是座談》、《選情之夜》、《環遊世界》、《面對當代人物》節目主持人。

## 著作
| 年份   | 書名                       | 出版社         | ISBN                |
| 1980年 | 《一位女記者遊新大陸》     | 幼獅文化       | （無）              |
| 2004年 | 《生技阿媽程伶輝》         | 天下文化       | ISBN 986417259X     |
| 2005年 | 《生技阿媽闖天下》         | 天下文化       | ISBN 9864175459     |
| 2006年 | 《獅城歲月：重返採訪線上》 | 臺灣商務印書館 | ISBN 978-9570521061 |